# Лучта (кратер)
Кратер Лучта (англ. Craters Luchtar) — метеоритний кратер на Європі, супутнику Юпітера.

## Характеристики
Утворився на місці падіння на поверхню супутника Європа космічного метеорита, якого притягнув у свою орбіту масивний Юпітер. Внаслідок чого сформувався ударний кратер з діаметром 19,9 кілометра. Центр кратера розташовано за координатами 40.2° пд. ш., та 257.57° сх. д.
Вперше про льодовий кратер довідалися у 2006 році, після дослідження поверхні супутника телескопами з Землі. Названий на ім'я Лучта, бога столярів в ірландській міфології.

## Ланки
- Картка об'єкту [Архівовано 9 серпня 2018 у Wayback Machine.](англ.)